# 洛克威公園-海灘116街車站
洛克威公園-海灘116街車站（英語：Rockaway Park–Beach 116th Street station）是美國紐約地鐵IND洛克威線的西端總站，位於皇后區洛克威海灘海灘116街鄰近洛克威海灘林蔭路，設有A線（僅繁忙時段尖峰方向停站）和洛克威公園接駁線（任何時候停站）列車服務。

## 車站結構
| P 月台層 | 車廠軌道              | 無定期服務                                           |
| P 月台層 | 2號軌道               | 往寬水道（ 早上尖峰時段往英伍德-207街）（海灘105街） |
| P 月台層 | 島式月台，左/右側開門 |                                                      |
| P 月台層 | 1號軌道               | 往寬水道（ 早上尖峰時段往英伍德-207街）（海灘105街） |
| P 月台層 | 車廠軌道              | 無定期服務                                           |
| G        | 街道層                | 出入口                                               |
| G        | 車站屋                | 大堂、閘機、車站詢問處、警察管區 車站位於街道層      |

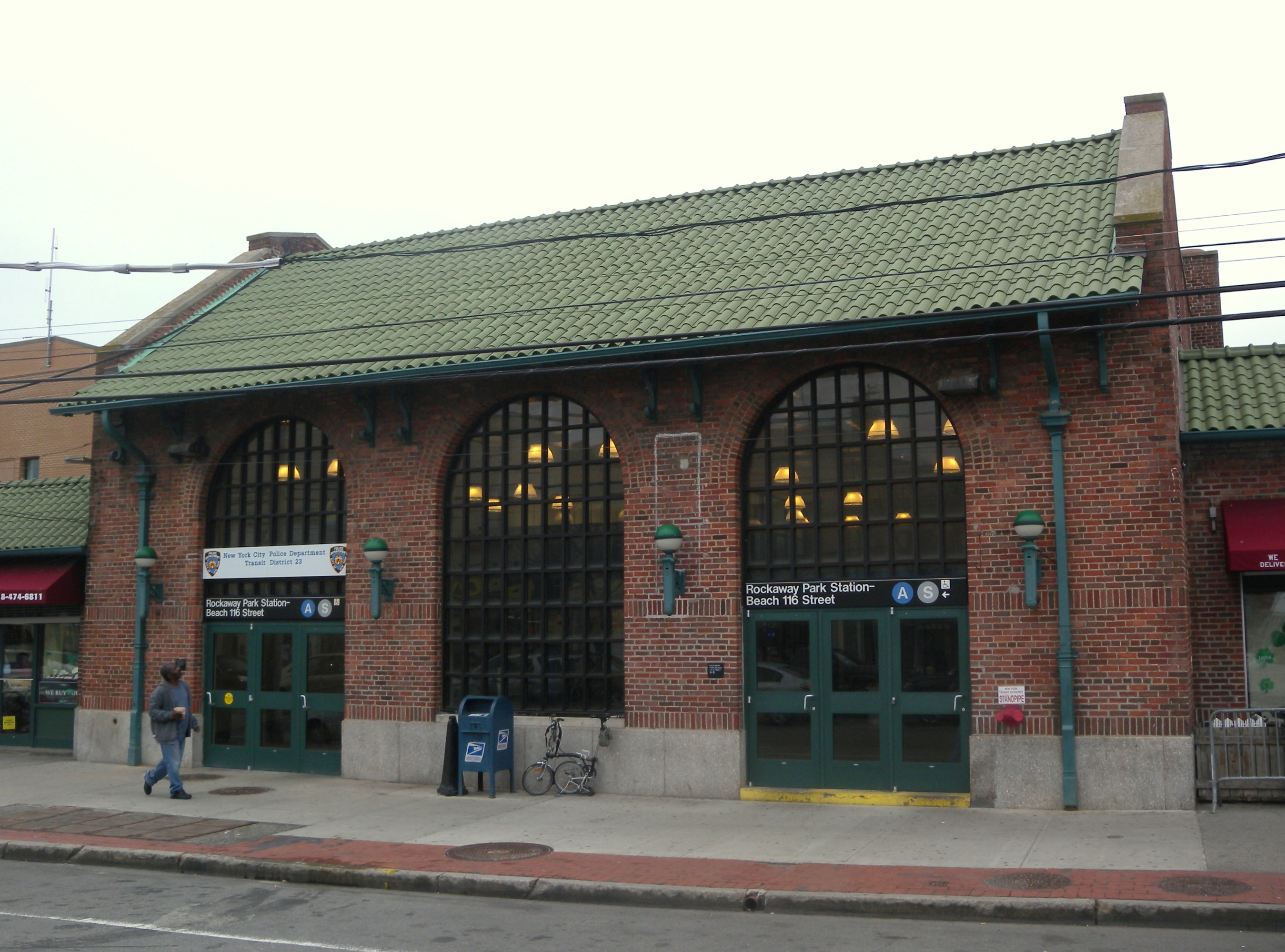
車站屋

車站位於地面，設有一個島式月台和兩條軌道，軌道在月台西面末端的止衝擋結束。
車站兩側都有軌道連往洛克威公園車廠。起初總站低床月台在長島鐵路時期佔有現時車廠的範圍。現時高床月台也是長島鐵路車廠的一部分。

## 外部連結
- nycsubway.org—IND Rockaway: Rockaway Park/Beach 116th Street
- Station Reporter — Rockaway Park Shuttle
- Rockaway Park Station History (Arrt's Arrchives) （页面存档备份，存于）
- The Subway Nut — Rockaway Park–Beach 116th Street Pictures （页面存档备份，存于）
- MTA's Arts For Transit — Rockaway Park–Beach 116th Street (IND Rockaway Line)
- Beach 116th Street entrance from Google Maps Street View
- Platform from Google Maps Street View